# Jelenetek egy áruházból
A Jelenetek egy áruházból (eredeti cím: Scenes from a Mall) 1991-es amerikai romantikus filmvígjáték, melynek rendezője Paul Mazursky, forgatókönyvírója Mazursky és Roger L. Simon. A főszerepet Bette Midler és Woody Allen alakítja. A cím Ingmar Bergman Jelenetek egy házasságból című filmjére utal, és maga a film is hasonló témákat dolgoz fel a házasság felbomlásáról. 
A filmet 1991. február 22-én mutatták be. Többnyire negatív kritikákat kapott az értékelőktől; a kritikusok a szereplők akaratlan és irreális érzelmi reakcióira, a sikeres humor hiányára és a túlzásba vitt produkcióra hivatkoztak.
Házassági évfordulójuk alkalmából egy házaspár kirándulása egy Beverly Hills-i bevásárlóközpontba személyes felfedezések és csalások színterévé válik.

## Cselekmény
Karácsony közeledtével Nick Fifer és felesége, Deborah azt tervezték, hogy 17 éves házasságukat egy otthoni vacsorával ünneplik meg, amire meghívnak néhány barátot. A házaspár tizenéves gyermekei síelni mentek. A férfi sikeres ügyvéd, a nő sikeres pszichológus.
Fiferék elmennek a város nagy bevásárlóközpontjába, hogy megvegyék az évfordulós ajándékaikat: a férfinak egy szörfdeszkát, a nőnek pedig egy ezüst keretet, amibe az egész család fényképét tudja tenni. Egy könyvesbolt a plázában árul egy könyvet, amelyet Deborah írt a házasságról és a párkapcsolati életről; a könyv tézise az, hogy a házasság intézménye akkor született, amikor az átlagos élettartam 30 év körül volt, és hogy napjainkban körülbelül 7 évente „újra meg kell erősíteni” a köteléket.
Nick hirtelen úgy dönt, hogy tisztázza a lelkiismeretét, és bevallja Deborah-nak, hogy nemrég szakított egy nála fiatalabb nővel, akivel házasságon kívüli viszonyt folytatott. Először úgy tűnik, Deborah könnyedén veszi a felfedezést, de aztán hevesen reagál, és otthagyja Nicket, mondván, hogy a házasságuknak vége. A férfi a mélygarázsig üldözi a feleségét, de a nagy forgalom megakadályozza, hogy elhagyják az épületet. Ezután visszatérnek a bevásárlóközpontba: Nick megpróbálja megnyugtatni a feleségét, és biztosítja arról, hogy a másik nővel a kapcsolatának már vége van, mire Deborah őszintén elárulja, hogy viszonya van egy kollégájával. Nick ezt nagyon rosszul viseli, és a helyzetet tovább rontja, hogy Deborah szeretője egy élő tévéinterjú során mindent bevall, amit a pár valós időben, a bevásárlóközpontban lévő tévékészüléken keresztül tud meg.
A pár csak a nap végén, a plázában békül ki, sok viszontagság után. Deborah egy telefonhívással szakít a szeretőjével: a pár megerősíti barátainak, hogy este találkoznak az évfordulós bulijukon.

## Szereplők
- Bette Midler – Deborah Fifer
- Woody Allen – Nick Fifer
- Bill Irwin – Mime
- Daren Firestone – Sam
- Rebecca Nickels – Jennifer
- Paul Mazursky – Doktor Hans Clava
- Marc Shaiman – Zongorista
- Joan Delaney – Női interjúztató
- Fabio Lanzoni – Jóképű férfi
- Dealin LaValley – Pincér

## Filmkészítés
A bevásárlóközpontban játszódó jelenetek nagy részét a New York-i Queensben található Kaufman Astoria Studios hangszínpadán vették fel. A liftekkel és mozgólépcsőkkel ellátott bevásárlóközpont-jeleneteket a Connecticut állambeli Stamfordban, a Stamford Town Centerben forgatták. A bevásárlóközpont külső jeleneteit a Los Angeles-i Beverly Centerben vették fel (Kalifornia, Los Angeles), ahol a film nagy része játszódik.

## Bevétel
A film nem volt kasszasiker, de sikerült visszahoznia költségvetését.

## Fordítás
- Ez a szócikk részben vagy egészben  a   Scenes from a Mall című angol Wikipédia-szócikk fordításán alapul.  Az eredeti cikk szerkesztőit annak laptörténete sorolja fel. Ez a jelzés csupán a megfogalmazás eredetét és a szerzői jogokat jelzi, nem szolgál a cikkben szereplő információk forrásmegjelöléseként.
- Ez a szócikk részben vagy egészben  a   Storie di amori e infedeltà című olasz Wikipédia-szócikk fordításán alapul.  Az eredeti cikk szerkesztőit annak laptörténete sorolja fel. Ez a jelzés csupán a megfogalmazás eredetét és a szerzői jogokat jelzi, nem szolgál a cikkben szereplő információk forrásmegjelöléseként.